# Thượng Sơn, Đô Lương
Thượng Sơn là một xã thuộc huyện Đô Lương, tỉnh Nghệ An, Việt Nam.
Xã Thượng Sơn có diện tích 9,98 km², dân số năm 1999 là 6922 người, mật độ dân số đạt 694 người/km². 

## Hành chính
Xã Thượng Sơn có 14 xóm gồm Xóm 1, Xóm 2, Xóm 3, Xóm 4, Xóm 5, Xóm 6, Xóm 7, Xóm 8, Xóm 9, Xóm 10, Xóm 11, Xóm 12, Xóm 13, Xóm 15. Trước đây năm 2000 có xóm 14 tách từ xóm 4, nhưng đến năm 2010 xóm 14 nhập lại thành xóm 4 như cũ.
Năm 1945 đến năm 1991, xã Thượng Sơn được chia làm 5 khối với các tên gọi: Khối Thống Nhất gồm các xóm 1 đến xóm 6, Khối Văn Phường gồm các xóm 7, 8, Khối Văn Lĩnh gồm xóm 9, Khối Văn Trung gồm xóm 10,15, Khối Văn Minh gồm các xóm 11,12,13. Với tên gọi cũ là xã Văn Lâm.
Năm 2020, do thực hiện tinh giảm cán bộ nên Xóm 2 nhập vào xóm 1, có tên gọi mới là Xóm 1, xóm 3 và xóm 4 nhập lại thành Xóm 2, xóm 5 và xóm 6 nhập lại thành xóm 3, xóm 7 và 1 phần xóm 8 nhập lại thành xóm 4, phần còn lại xóm 8 và xóm 9 nhập thành xóm 5, xóm 10 và xóm 15 nhập thành xóm 6, xóm 11 và một phần xóm 12 thành Xóm 7, xóm 13 và phần còn lại của xóm 12 hợp thành xóm 8.